# پن پسیفیک
پن پسیفیک (انگلیسی: Pan Pacific) شرکت مهمان‌نوازی سنگاپوری است، که در سال ۱۹۷۵ تأسیس شد.